# Devilman Lady
Devilman Lady (jap.: デビルマンレディー Debiruman Redī) ist eine 1997 von Gō Nagai geschaffene Manga-Serie und die Fortsetzung von Devilman. Die Geschichte spielt nach den Ereignissen von Devilman und folgt Jun Fudō, einem Modell, das sich in die mächtige Devil Lady verwandeln kann und die Menschheit vor Teufelstieren und ihren Kreationen schützt. 1998 entstand eine Adaption als Anime-Fernsehserie, ein Manga-Crossover mit Cutie Honey, einer weiteren Nagai-Serie, wurde 2013 unter dem Titel Cutie Honey vs. Devilman Lady veröffentlicht. Ab 2014 erschien eine Fortsetzung unter dem Titel Devilman Saga.

## Handlung

### Manga
Die Lehrerin und ehemalige Sportlerin Jun Fudō lebt allein mit ihrem jüngeren Bruder Hikaru, während ihr Vater in den USA ist. Aus ihr unbekannten Gründen beginnt Jun ungewöhnliche Albträume zu erleben, die dazu führen, dass sie animalische sexuelle Triebe hat. Eines Tages werden sie und einige Schüler während einer Schulreise von einer Gruppe Dämonen angegriffen. Die Dämonen töten die männlichen Studenten und vergewaltigen die Studentinnen. Da verwandelt Jun sich in einen Devilman und tötet die Dämonen mit ihrer neu entdeckten Stärke. Danach erscheint eine Frau namens Lan Asuka und sagt, sie sei diejenige gewesen, die das Biest im Juni geweckt hat.
Ihre Verwandlung und das Auftauchen von Lan Asuka und ihres Vaters verwirrt Jun. Professor Fudō erzählt ihr die Geschichte eines seltsamen Phänomens, das vor Jahren in Shantytowns aufgetreten ist. Es war als „Devil Beast Syndrome“ bekannt, bei dem sich die Bewohner in Dämonen verwandelten und Frauen vergewaltigten und dann aßen, ohne Erinnerungen an ihr früheres Leben. Professor Fudō glaubt nicht, dass das „Devil Beast Syndrome“ übernatürlich ist, sondern tatsächlich die nächste Stufe der menschlichen Evolution und nannte sie „die Art der Natur, mit der Überbevölkerung der Menschheit umzugehen“. Er sagt auch, dass einige Menschen gentechnisch verändert wurden, um trotz der Verwandlung durch das Syndrom ihr Bewusstsein zu behalten. Jun ist eine von ihnen. Da Jun nun die „Devilman Lady“ wird, kämpft sie, um die Menschheit vor den Teufelstieren und ihren Kreationen zu schützen.
Jun kämpft zusammen mit Asuka gegen mehrere Dämonen und beide freunden sich an. Eines Tages untersucht Jun die Grumech-Botschaft, wo sie einem dämonischen Ritual unterzogen wird, das die Tore der Hölle öffnet. Jun fällt in die Hölle und trifft dort einen mysteriösen Mann, der sich als Akira Fudō vorstellt. Jun erkennt, dass Akira der Mann ist, den sie zuvor in ihren Visionen gesehen hat. Wie Akira erklärt, stammt er aus einer Vergangenheit, die es nicht mehr gibt, da Gott die Erde nach dem Kampf von Akira und Satan am Ende von Devilman ausgelöscht hat. Er bietet an, als Führer auf Juns Reise durch die Hölle zu fungieren, während der sich die beiden verlieben und Sex haben. Durch ihren Abstieg durch die Hölle begegnen sie auch anderen Charakteren aus Akiras Vergangenheit, darunter Silene und Kaim.  Sobald sie den tiefsten Punkt der Hölle erreicht haben, erkennen sie, dass der Dämonenkönig dort in Eis gefroren ist. Aber Satan ist nirgends zu finden. Auf dem Rückweg erzählt Akira Jun von seiner Vergangenheit mit Satan. Wenn sie jedoch die Oberfläche erreichen, kann Akira Jun nicht in die Welt folgen. Sie verspricht, ihn nie zu vergessen und geht. Nachdem Jun zur Welt zurückgekehrt ist, ändern sich einige Dinge: Teile der Vergangenheit werden geändert und Ereignisse, die dazu geführt haben, dass sie in die Hölle gefallen ist, fehlen. Sie kommuniziert weiter mit Akira, aber sie vergisst langsam seinen Namen. Die einzige Person, der sie wirklich nahe steht, ist Askua, die sich als ihre Halbschwester herausstellt. Sie öffnet sich ihr, ohne zu wissen, dass sie ihre Mutter mit ihren übernatürlichen Kräften getötet hat.
Der Anführer des mysteriösen Dante-Kultes, Ryo Utsugi, erweckt den großen Dämonenlord Zennon, indem er mit ihm verschmilzt. Er entlässt die Bewohner der Hölle in die Welt, darunter Dämonen, Devilmans und Menschen, die in der Hölle festgehalten werden. Chaos und Gemetzel brechen auf der Erde aus. Ein großer Kampf zwischen Gottes Armee und dämonischen Kräften bricht aus.

### Anime
Jun Fudō ist ein Supermodel, das von vielen geliebt wird. Ohne, dass sie davon weiß, schlummern in ihr die Gene, die den nächsten Schritt in der Evolution der Menschheit sind: dasselbe Blut wie die tierähnlichen Übermenschen, die die Stadt terrorisieren. Im Gegensatz zu den anderen Übermenschen hat Jun es geschafft, ihre Menschlichkeit zu behalten. Sie wird vom mysteriösen Lan Asuka rekrutiert, der Mitglied einer geheimen Organisation innerhalb der Regierung ist, um diese wütenden Zerstörer zu kontrollieren oder auszulöschen. Jun muss nun als Devilman Lady ihre eigene Art ausrotten. Aber sie droht, an der Situation, die sie sich nicht gewählt hat, den Verstand zu verlieren.

## Veröffentlichung
Der Manga wurde ursprünglich von Kōdansha von Januar 1997 bis Juli 2000 in der Zeitschrift Morning veröffentlicht und später in 17 Bänden gesammelt herausgegeben. Eine italienische Übersetzung erschien bei d/visual.

## Anime-Adaption
Der Manga wurde 1998 und 1999 von TMS Entertainment als Anime-Serie mit 26 Folgen adaptiert. Regie führte Toshiki Hirano, die Drehbücher schrieben unter anderen Chiaki J. Konaka und Keiichi Hasegawa. Das Charakterdesign entwarf Shinobu Nishioka und die künstlerische Leitung lag bei Toru Koga. Für den Ton war Katsuyoshi Kobayashi verantwortlich und der Schnitt lag bei Masatoshi Tsurubuchi. Als Produzenten fungierten Hiroki Horio, Hiroshi Morotomi und Yasumichi Ozaki.
Die Serie wurde erstmals vom 10. Oktober 1998 bis zum 9. Mai 1999 von MBS in Japan ausgestrahlt. Der Anime wurde 2003 und 2004 von ADV Films unter dem Titel Devil Lady in den USA veröffentlicht und war später über Streaming bei Midnight Pulp erhältlich. Spanische und italienische Synchronfassungen wurden im Fernsehen ausgestrahlt.

### Synchronisation
| Rollenname            | Japanischer Sprecher (Seiyū) |
| --------------------- | ---------------------------- |
| Jun Fudō / Devil Lady | Junko Iwao                   |
| Lan Asuka             | Kaoru Shimamura              |
| Kazumi Takiura        | Kazusa Murai                 |
| Jason Bates           | Ryusei Nakao                 |
| Kyoshi Maeda          | Takumi Yamazaki              |
| Hitomi Konno          | Yuko Minaguchi               |
| Aoi Kurosaki          | Megumi Ogata                 |
| Tatsuya Yuasa         | Naoya Uchida                 |
| Shiro Sakazawa        | Eiichiro Suzuki              |
| Kyoko                 | Sachiko Kujima               |
| Otoya Sonobe          | Mitsuru Miyamoto             |
| Takeshi Maki          | Ryōichi Tanaka               |
| Satoru                | Mami Koyama                  |

### Musik
Die Musik komponierte Toshiyuki Watanabe. Die beiden Vorspanne sind unterlegt mit dem Devilman Lady Main Theme vom Tokyo Philharmonic Chorus sowie Lose Heart von Legolgel. Die beiden Abspannlieder sind Rebirth ~Megami Tensei~ von Yukari Tamura und erneut Lose Heart von Legolgel.

## Episodenliste
| Nr. (ges.) | Nr. (St.) | Deutscher Titel | Originaltitel | Erstausstrahlung Japan | Deutschsprachige Erstveröffentlichung (D/A/CH) |
| ---------- | --------- | --------------- | ------------- | ---------------------- | ---------------------------------------------- |
| 1          | 1         | —               | 獣 (Kemono)   | 10. Okt. 1998          | —                                              |
| 2          | 2         | —               | 血 (Chi)      | 18. Okt. 1998          | —                                              |
| 3          | 3         | —               | 翼 (Tsubasa)  | 25. Okt. 1998          | —                                              |
| 4          | 4         | —               | 胚 (Kyo)      | 1. Nov. 1998           | —                                              |
| 5          | 5         | —               | 鮫 (Same)     | 8. Nov. 1998           | —                                              |
| 6          | 6         | —               | 猫 (Neko)     | 15. Nov. 1998          | —                                              |
| 7          | 7         | —               | 霧 (Kiri)     | 22. Nov. 1998          | —                                              |
| 8          | 8         | —               | 敵 (Teki)     | 29. Nov. 1998          | —                                              |
| 9          | 9         | —               | 眼 (Me)       | 6. Dez. 1998           | —                                              |
| 10         | 10        | —               | 炎 (Honoo)    | 13. Dez. 1998          | —                                              |
| 11         | 11        | —               | 箱 (Hako)     | 20. Dez. 1998          | —                                              |
| 12         | 12        | —               | 顔 (Kao)      | 10. Jan. 1999          | —                                              |
| 13         | 13        | —               | 縄 (Nawa)     | 17. Jan. 1999          | —                                              |
| 14         | 14        | —               | 家 (Ie)       | 24. Jan. 1999          | —                                              |
| 15         | 15        | —               | 鴉 (Karasu)   | 31. Jan. 1999          | —                                              |
| 16         | 16        | —               | 聲 (Chin)     | 7. Feb. 1999           | —                                              |
| 17         | 17        | —               | 飢 (Ki)       | 14. Feb. 1999          | —                                              |
| 18         | 18        | —               | 軀 (Ku)       | 21. Feb. 1999          | —                                              |
| 19         | 19        | —               | 枷 (Kase)     | 28. Feb. 1999          | —                                              |
| 20         | 20        | —               | 骸 (Mukuro)   | 7. März 1999           | —                                              |
| 21         | 21        | —               | 印 (In)       | 21. März 1999          | —                                              |
| 22         | 22        | —               | 願 (Gan)      | 11. Apr. 1999          | —                                              |
| 23         | 23        | —               | 命 (Inochi)   | 18. Apr. 1999          | —                                              |
| 24         | 24        | —               | 心 (Kokoro)   | 24. Apr. 1999          | —                                              |
| 25         | 25        | —               | 神 (Kami)     | 2. Mai 1999            | —                                              |
| 26         | 26        | —               | 人 (Nin)      | 9. Mai 1999            | —                                              |